# Lignières, Cher
Lignières là một xã thuộc tỉnh Cher trong vùng Centre-Val de Loire miền trung Pháp.

## Dân số
| 1962                                | 1968 | 1975 | 1982 | 1990 | 1999 | 2007 |
| ----------------------------------- | ---- | ---- | ---- | ---- | ---- | ---- |
| 1814                                | 1831 | 1887 | 1829 | 1650 | 1588 | 1530 |
| Từ năm 1962 Dân số không tính trùng |      |      |      |      |      |      |

## Twinned with
Dunbar, Scotland.